# کشکوه (گوی‌گول)
کشکوه (به لاتین: Keşkü یا Köşkü) یک منطقه مسکونی در جمهوری آذربایجان است که در شهرستان گوی‌گول واقع شده است. کشکوه ۴۷۶ نفر جمعیت دارد.